# TrES-3
TrES-3, citato anche come TrES-3b, è un esopianeta la cui scoperta fu annunciata il 14 maggio 2007 come risultato delle indagini svolte utilizzando il metodo del transito nell'ambito del Trans-Atlantic Exoplanet Survey.
TrES-3 orbita attorno a GSC 03089-00929, una stella poco più fredda del Sole posta a circa 1300 anni luce nella costellazione di Ercole. Il pianeta orbita attorno alla stella madre con un periodo di circa 1,3 giorni eclissandola parzialmente nell'osservazione dalla Terra.
TrES-3 ha una massa quasi doppia di quella gioviana (circa il 190%) con un diametro maggiore di quasi il 30% di quello gioviano, risultando così avere una densità simile a quella del gigante del sistema solare.
TrES-3 è soggetto ad un fenomeno di decadimento orbitale indotto dalle forze mareali dovute alla prossimità con la stella madre che finirà con inglobare il pianeta.